# Aero L-39 Albatros
Aero L-39 Albatros je mlazni trener razvijen u bivšoj Čehoslovačkoj kako bi se zamijenio već zastarjeli L-29 Delfin. L-39 je prvi zrakoplov druge generacije mlaznih trenera. Dizajn Albatrosa se i danas proizvodi pod imenom L-159 Alca, dok je više od 2,800 L-39 zrakoplova još uvijek operativno u zrakoplovstvima diljem svijeta. Glavna namjena mu je primarna i napredna obuka budućih pilota, ali može izvoditi i lake jurišne napade.

## Dizajn i razvoj
L-39 je prvi put poletio 4. studenog 1968. Dizajn je čehoslovački iako je u njegovom stvaranju veliku ulogu imao sovjetski utjecaj, ponajprije zbog razvoja motora.
Zrakoplov je niskokrilac s blago povučenim krilima prema nazad. Na vrhovima krila se nalazi po jedan tank za gorivo kapaciteta 100 L koji je fiksiran i ne može se naknadno odvajati.
Zračne kočnice se nalaze ispod trupa zrakoplova, a zakrilca, podvozje i zračne kočnice se pokreću pomoću hidrauličkog sustava.
Zrakoplov pokreće jedan turbo-mlazni motor koji zrak prima pomoću dva usisnika smještena iza kokpita na ramenima zrakoplova. Iza kokpita se nalazi i 5 gumenih spremnika za gorivo.
Posada sjedi u tandem položaju, s tim da je stražnje sjedalo blago povišeno radi bolje preglednosti.
Oba pilota sjede na sjedalima za katapultiranje koje je izradio Aero.
Osnovna školska inačica nije naoružana, ali ima dvije podkrilne točke za spajanje spremnika za gorivo ili naoružanja za vježbanje dok inačica lakog jurišnika ima četiri spojne točke za naoružanje te prostor u nosu za strojnicu.

## Povijest korištenja
Iako danas polako zastarijeva te ga polako zamjenjuju drugi zrakoplov, L-39 je i danas aktivan u velikom broju zrakoplovstava te još tisuće zrakoplova aktivno. Zbog svoje relativno niske cijene (200,000 $) velik broj zrakoplova prelazi i u ruke privatnih kolekcionara, poglavito u SAD-u.

## Nesreće
- 3. srpnja 1998. izgubljen je radarski kontakt dok se zrakoplov okretao i pripremao za slijetanje. Sljedećeg dana pronađen je zrakoplov. I Pilot i kopilot su poginuli.
- 16. prosinca 2000. prilikom slijetanja pilot je zaboravio izvući podvozje. Pilot je postao svjestan svoje pogreške kad je zrakoplov bio nekoliko sekunda od slijetanja te je tek onda pokrenuo izvlačenje trapa. Međutim već je bilo prekasno. Zrakopolv je stao na pistu, a kako podvozje nije bilo potpuno izvučeno i zakočeno, samo se slomilo i zrakoplov je proklizao niz pistu.
- 10. siječnja 2001. L-39 je pao dok je izvodio akrobacije na niskoj visini ubivši oba člana posade.
- 2. lipnja 2002. L-39 se srušio u Velikoj Britaniji nakon što je preletio pistu jer su mu otkazale kočnice. Pilot je poginuo dok je kopilot zadobio samo lakše ozljede.

Velik broj nesreća se dogodio kod zrakoplova u privatnom vlasništvu jer njihovi vlasnici često precjenjuju svoje mogućnosti, a podcjenjuju opasnosti koje dolaze uz upravljanje mlaznim zrakoplovom.

## Inačice
- L-39X-02 - 10 razvojnih prototipova
- L-39C - Standardna produkcijska inačica
- L-39V - Jednosjedna inačica za tegljenje meta. 8 proizvedenih zrakoplova
- L-39ZO - Jurišna inačica s 4 podkrilne točke i ojačanim krilima.
- L-39ZA - Unaprijeđena L-39ZO inačica s jačim i izdržljivijim podvozjem i ugrađenom strojnicom.
- L-39MS - Aero L-39MS Super Albatros je Češki trner razvijen iz L-39. Razlika je u dužem nosu, jačim trupom i snažnijem motoru. Prvu put je poletio 30. rujna 1996. te je kasnije dobio oznaku L-59.

## Tehničke karakteristike (L-39C)
Osnovne karakteristike
- posada: 2
- dužina: 12,13 m
- raspon krila: 9,46 m
- površina krila: 18,8 m
- visina: 4,77 m
- aeroprofil: NACA 64A012 mod

Letne karakteristike
- najveća brzina: 750 km/h
- dolet: 1.100 km (1.750 km s vanjskim spremnicima)
- brzina penjanja: 13,5 m/s
- najveća visina leta: 11.000 m
- specifično opterećenje krila: 250.0 kg/m2
- motor: 1× Progress/Ivchenko AI-25TL trubo-mlazni motor